# Mis amigos de siempre
Mis amigos de siempre est une telenovela argentine diffusée en 2013-2014 sur El Trece, produite par Pol-ka Producciones.

## Acteurs et personnages

### Acteurs principaux
- Nicolás Cabré : Simón
- Gonzalo Heredia : Julián
- Nicolás Vázquez : Manuel
- Calu Rivero : Tania
- Agustina Cherri : Rocío
- Emilia Attias : Bárbara
- Claribel Medina : Andrea
- Soledad Silveyra : Inés
- Osvaldo Laport : Cholo Alarcón
- Federico Amador : Luciano
- Benjamín Rojas : Maxi
- Felipe Colombo : Fidel
- Manuela Pal : Leonora
- Victorio D'Alessandro : Guido
- Diego Pérez : Yayo
- Sebastián Almada : Queco

### Participations spéciales
- Juana Viale : Delfina Correa
- German Tripel : Bomba
- Leticia Siciliani : Sol
- Valentina Godfrid : Mica
- Agustina Attias : Agustina
- Belen Persello : Ruth

## Diffusion internationale
- El Trece (2013-en production)
- Unicanal
- Teledoce

### Sources
- (es) Cet article est partiellement ou en totalité issu de l’article de Wikipédia en espagnol intitulé « Mis amigos de siempre » (voir la liste des auteurs).